# شارع المكحول
شارع المكحول هو شارع من شوارع مدينة بيروت العاصمة اللبنانية. يمر بموازاة شارع بلس من ناحية شارع عبد العزيز ويمتد حتى يصل لشارع جان دارك.